# 吳善花

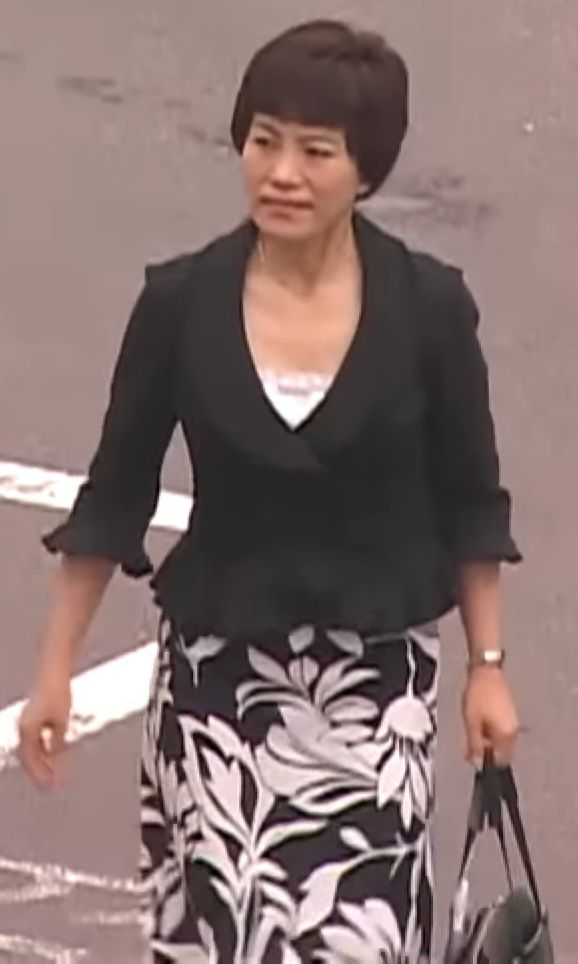
2006年，日本拓殖大学教授吴善华在韩国MBC节目《PD笔记本》中被镜头捕捉到。

吴善花（オ・ソンファ, ，1956年9月15日—），一名「吳勝一」（오승일）。韓裔日本人。她是一位作家、教育工作者、新闻记者和大学教授，以批评狂熱的韩国沙文主义著名。後來流亡到日本，归化日本国籍。在日本擔任大学教授、作家，經常發表言論。 

## 简历
- 韩国濟州特別自治道出生
- 韩国大邱保健专门大学毕业
- 大東文化大学英語学科毕业
- 1983年东渡日本
- 東京外国語大学大学院碩士課程畢業[1]。
- 1994年在日本執筆活動的開始、日本新潟産業大学非常勤講師
- 2000年拓殖大学教授、日本文化研究所客座教授[1]。
- 2007年10月1日，試圖返回濟州島參加母親的葬禮，但韓國政府以「在日本參與反韓活動」為由禁止入境[2][3]。
- 2013年7月28日，試圖返回韓國出席好友婚禮，由東京飛至仁川機場，但入境時被帶到審查辦公室一個小時，沒有解釋原因拒絕其入境[4]。

## 作品
- 《裙子的风》(치맛바람)

## 评价
吳善花表示她是批评韩国狂热的爱国主义的受害者。她認為韩国是个民族主义的受害者。